# Constante Omega
A constante ômega é uma constante matemática definida como o único número real que satisfaz a equação
{\displaystyle \Omega e^{\Omega }=1.}
Onde Ω é o valor de W(1), e W é a função W de Lambert . O nome é ômega vem da alternativa para a função W de Lambert, chamada também de função ômega . O valor numérico de Ω é dado por
Ω = 0.567143290409783872999968662210...
1/Ω = 1.763222834351896710225201776951...

## Propriedades

### Representação de ponto fixo
A identidade definidora pode ser expressa, por exemplo, como
{\displaystyle \ln({\tfrac {1}{\Omega }})=\Omega .}
ou
{\displaystyle -\ln(\Omega )=\Omega }
ou
{\displaystyle e^{-\Omega }=\Omega .}

### Computação
Pode-se calcular Ω iterativamente, começando com uma estimativa inicial Ω0, e considerando a sequência
{\displaystyle \Omega _{n+1}=e^{-\Omega _{n}}.}
Esta sequência irá convergir para Ω conforme n aproxima do infinito. Isso ocorre porque Ω é um ponto fixo atraente da função e−x .
É muito mais eficiente usar a iteração
{\displaystyle \Omega _{n+1}={\frac {1+\Omega _{n}}{1+e^{\Omega _{n}}}},}
porque a função
{\displaystyle f(x)={\frac {1+x}{1+e^{x}}},}
além de ter o mesmo ponto fixo, também tem uma derivada que aí desaparece. Isso garante convergência quadrática; ou seja, o número de dígitos corretos é praticamente duplicado a cada iteração.
Usando o método de Halley, Ω pode ser aproximado com convergência cúbica (o número de dígitos corretos é aproximadamente triplicado com cada iteração): (ver também Lambert W function § Numerical evaluation ).
{\displaystyle \Omega _{j+1}=\Omega _{j}-{\frac {\Omega _{j}e^{\Omega _{j}}-1}{e^{\Omega _{j}}(\Omega _{j}+1)-{\frac {(\Omega _{j}+2)(\Omega _{j}e^{\Omega _{j}}-1)}{2\Omega _{j}+2}}}}.}

### Representações integrais
Uma identidade devida a Victor Adamchik  é dada pela relação
{\displaystyle \int _{-\infty }^{\infty }{\frac {dt}{(e^{t}-t)^{2}+\pi ^{2}}}={\frac {1}{1+\Omega }}.}
Outras relações devidas a I. Mező são
{\displaystyle \Omega ={\frac {1}{\pi }}\operatorname {Re} \int _{0}^{\pi }\log \left({\frac {e^{e^{it}}-e^{-it}}{e^{e^{it}}-e^{it}}}\right)dt,}
{\displaystyle \Omega ={\frac {1}{\pi }}\int _{0}^{\pi }\log \left(1+{\frac {\sin t}{t}}e^{t\cot t}\right)dt.}
As duas últimas identidades podem ser estendidas a outros valores da W (ver também a Lambert W function § Representations ).

## Transcendência
A constante Ω é transcendental . Isso pode ser visto como uma consequência direta do teorema de Lindemann-Weierstrass . Para uma contradição, suponha que Ω seja algébrico. Pelo teorema, e−Ω é transcendental, mas Ω = e−Ω, o que é uma contradição. Portanto, deve ser transcendental.